# تپه کل بیوره
تپه کل بیوره مربوط به سدهٔ ۶ تا ۸ ه.ق است و در شهرستان شاهین دژ، بخش مرکزی، دهستان هولاسو، روستای ینگجه واقع شده و این اثر در تاریخ ۷ اسفند ۱۳۸۵ با شمارهٔ ثبت ۱۷۶۳۵ به‌عنوان یکی از آثار ملی ایران به ثبت رسیده است.